# Henriette Delalain
Pour les articles homonymes, voir Delalain.
Henriette Delalain, née le 20 avril 1886 à Paris et morte le 16 février 1945 à Garches, est une peintre, graveuse et illustratrice française.

## Biographie
Elle naît le 20 avril 1886 dans le 10e arrondissement de Paris. Son père est employé de commerce.
À l'atelier féminin de l'Académie Julian, elle est l'élève de Marcel Baschet et Henri Royer.
Elle peint des portraits, des nus et des scènes de genre. Elle devient membre de la Société des artistes français et expose à son Salon à partir de 1908.
Elle illustre aussi des ouvrages, ainsi que des cartes postales.
Elle décède en 1945, et est inhumée au cimetière de Garches, où l'on peut lire sur sa stèle « Mlle  Henriette Delalain 1886-1945 », ce qui indique qu'elle ne s'est pas mariée.

## Expositions
Outre le Salon des artistes français, elle expose à différents salons, parmi lesquels on peut noter :
- 1914 (VIe exposition de l'Union féminine artistique, Bordeaux) : quatre huiles[9]
- 1923 : Salon des artistes français[10]
- 1931 : Salon des indépendants[5]
- 1933 Galerie Dru, Paris : exposition personnelle[11]
- 1933 : Salon d'automne[12]
- 1935 : Salon des artistes français. Elle y expose des nus au pastel qu'un critique rapproche du style de Maurice Denis[13]

## Collections publiques
Trois bibliothèques spécialisées de la ville de Paris possèdent des ouvrages d'Henriette Delalain : sept à l'L'Heure joyeuse, un à la Bibliothèque Marguerite-Durand et un à la Bibliothèque Forney.

## Distinctions
- Salon des artistes français : une récompense en 1922, une médaille de bronze en 1923 et une d'argent en 1933[6],[15]

## Œuvres illustrées principales

### Ouvrages (sélection)
Gallica donne une liste de ses principales publications, notamment :
- Henriette Delalain, Le travail par la récréation : alphabet à colorier, Paris, Ch. Ramel, 1917, 30 vues (OCLC 1447576265, BNF 39078077, lire en ligne).
- Henriette Delalain, Histoire de six petits lapins (Livre illustré pour enfants), Paris, Ch. Ramel, 1918, 16 vues (OCLC 1176652705, BNF 39042108, lire en ligne)
- Henriette Delalain, Alice et Renée, Paris, Ch. Ramel, 1918, 16 vues (OCLC 1176735485, BNF 39042107, lire en ligne).
- François Debat et Henriette Delalain (illustrations), « New York. Images mouvantes. Dessins d'Henriette Delalain », L'Illustration, no 4504,‎ 29 juin 1929, p. XXX[17],[18],[19]

### Cartes postales à colorier (sélection)

Nos provinces françaises (1917)
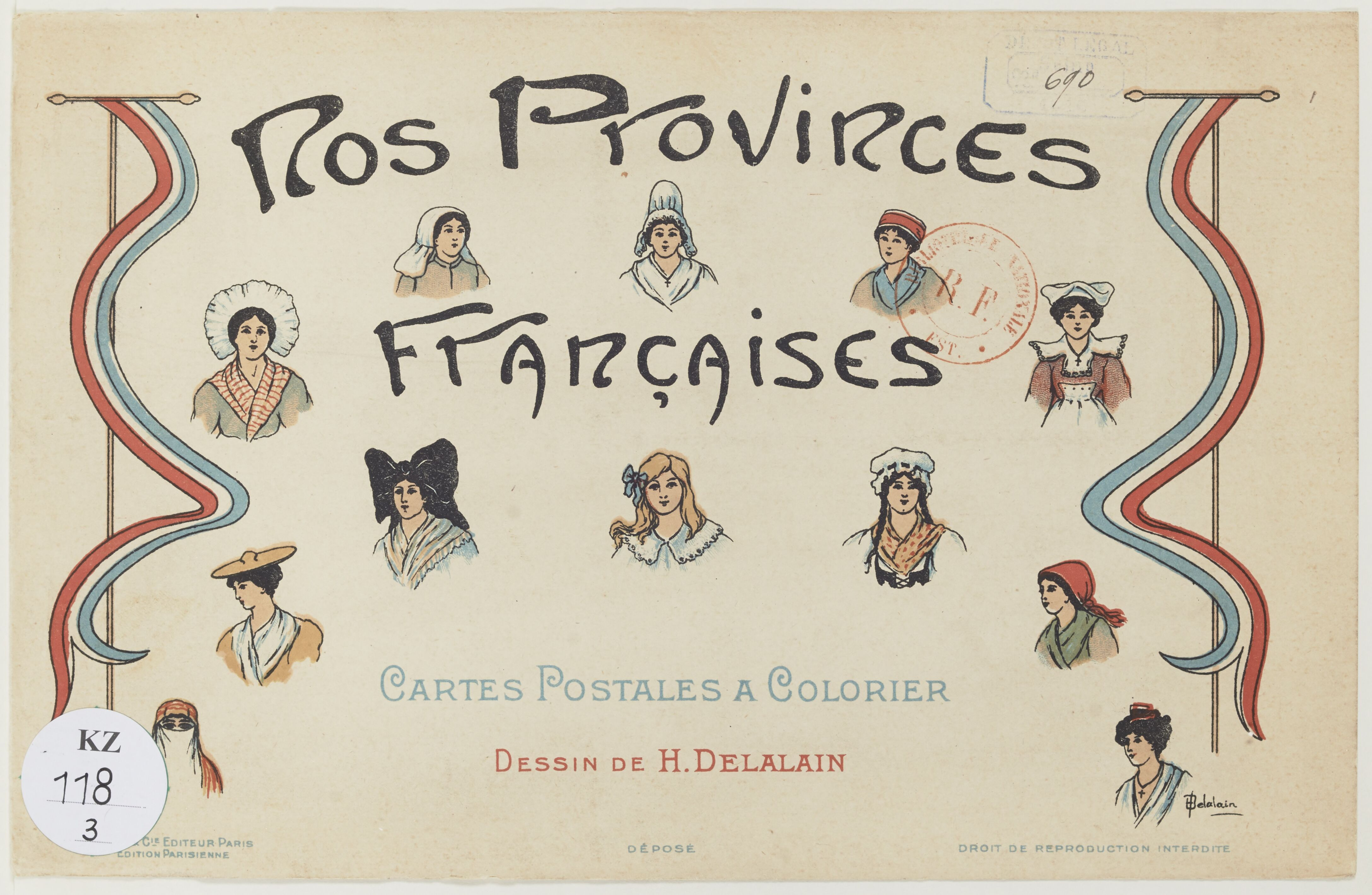
(1 sur 18)
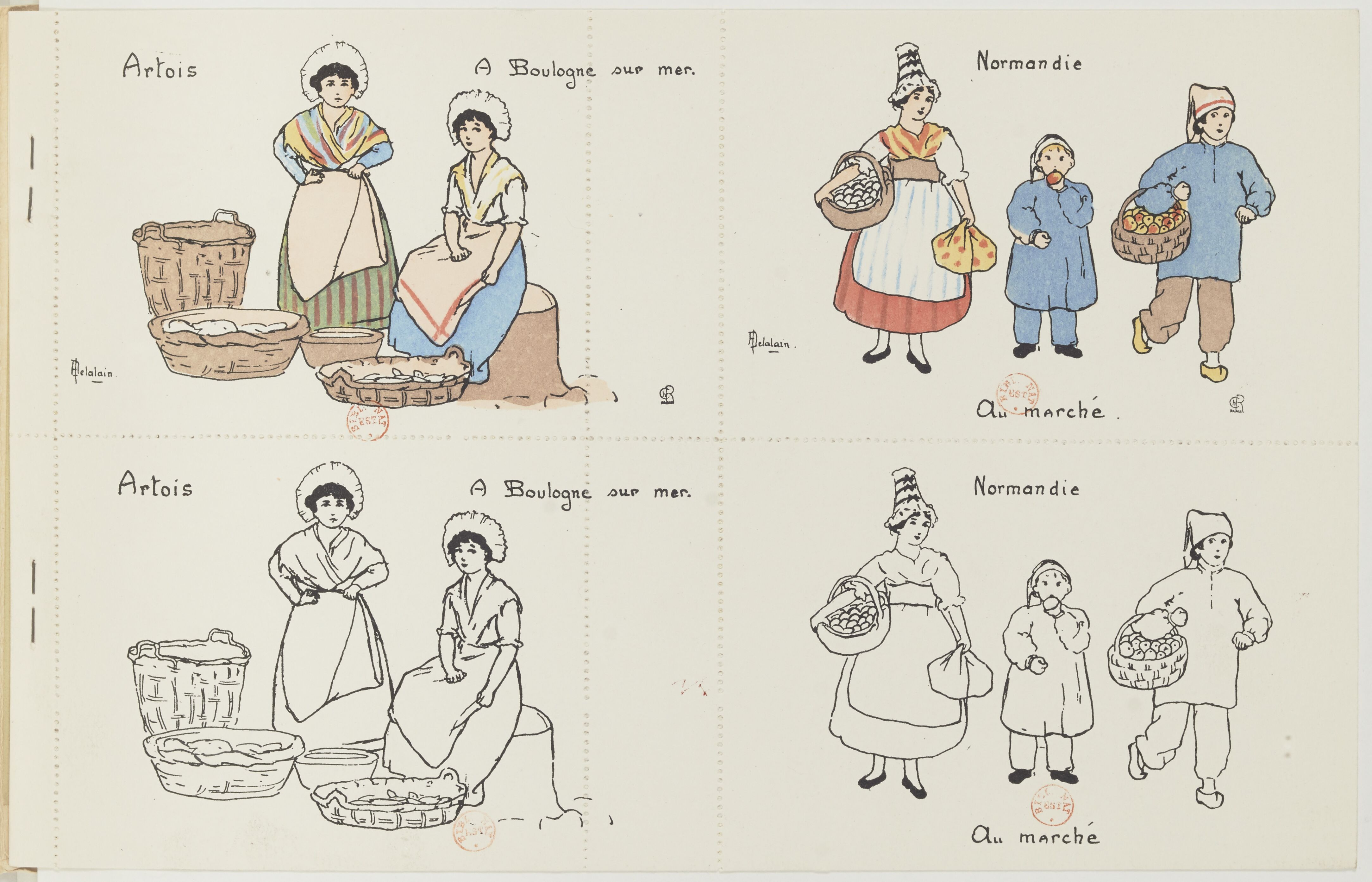
(3 sur 18)
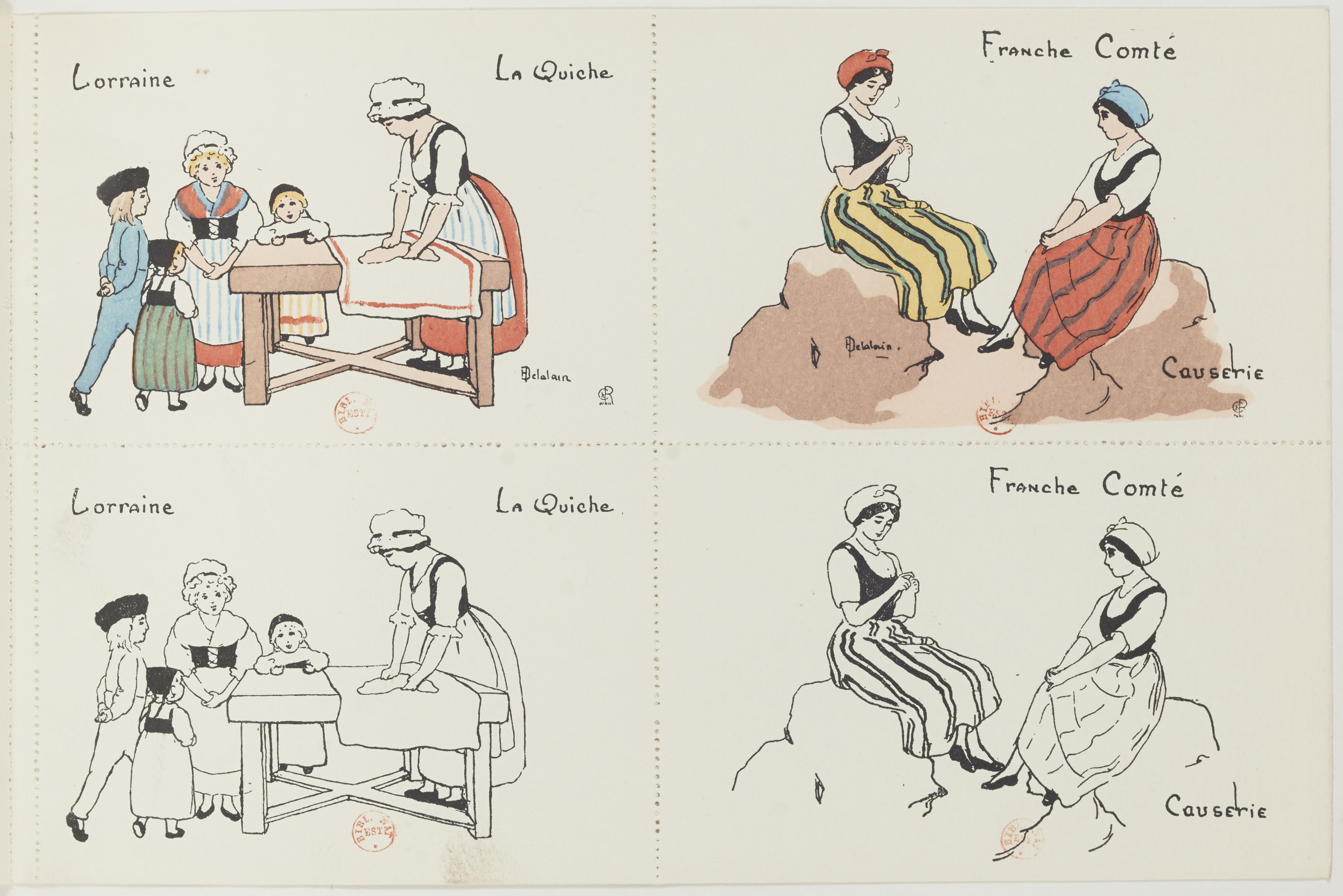
(5 sur 18)
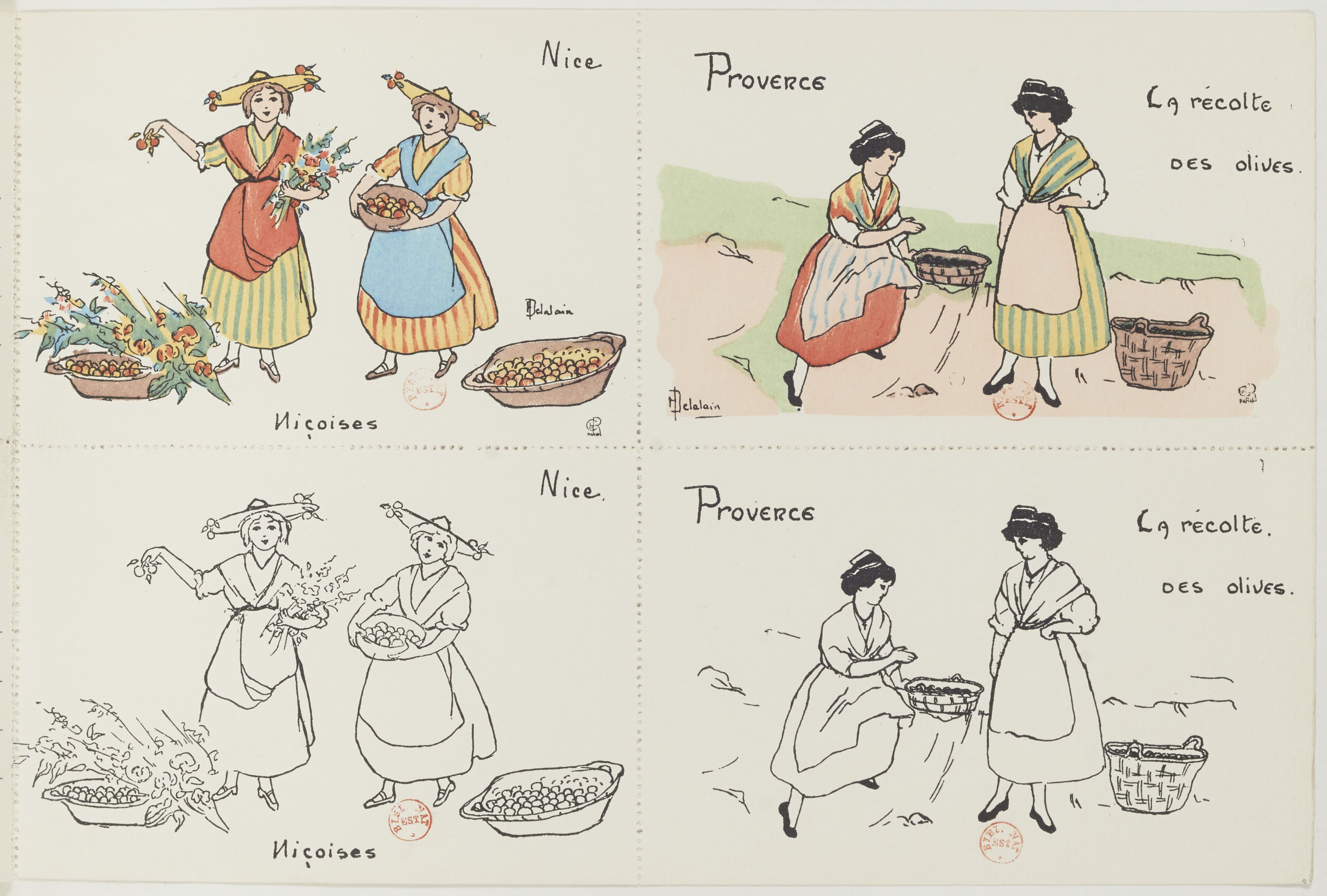
(7 sur 18)
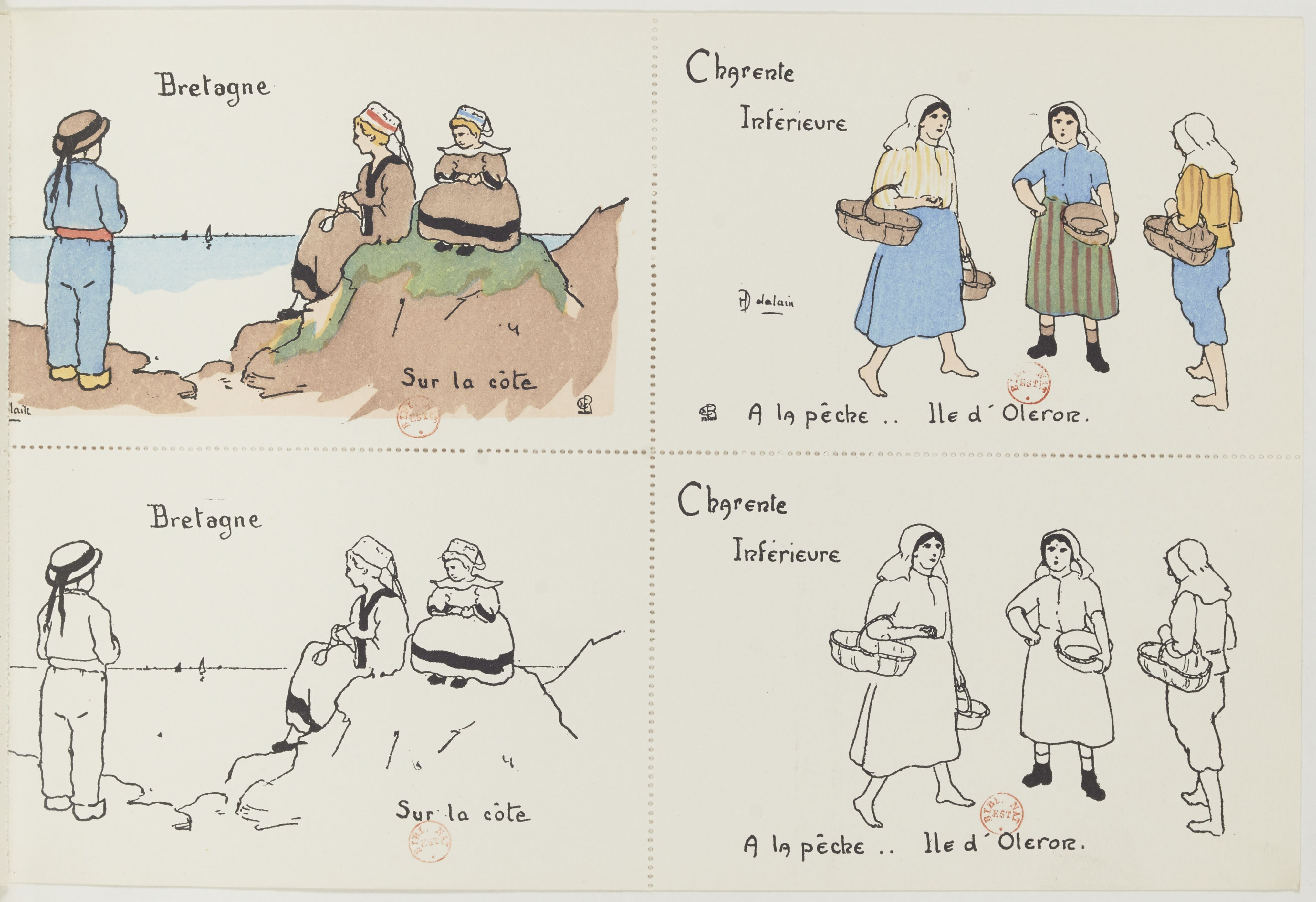
(9 sur 18)
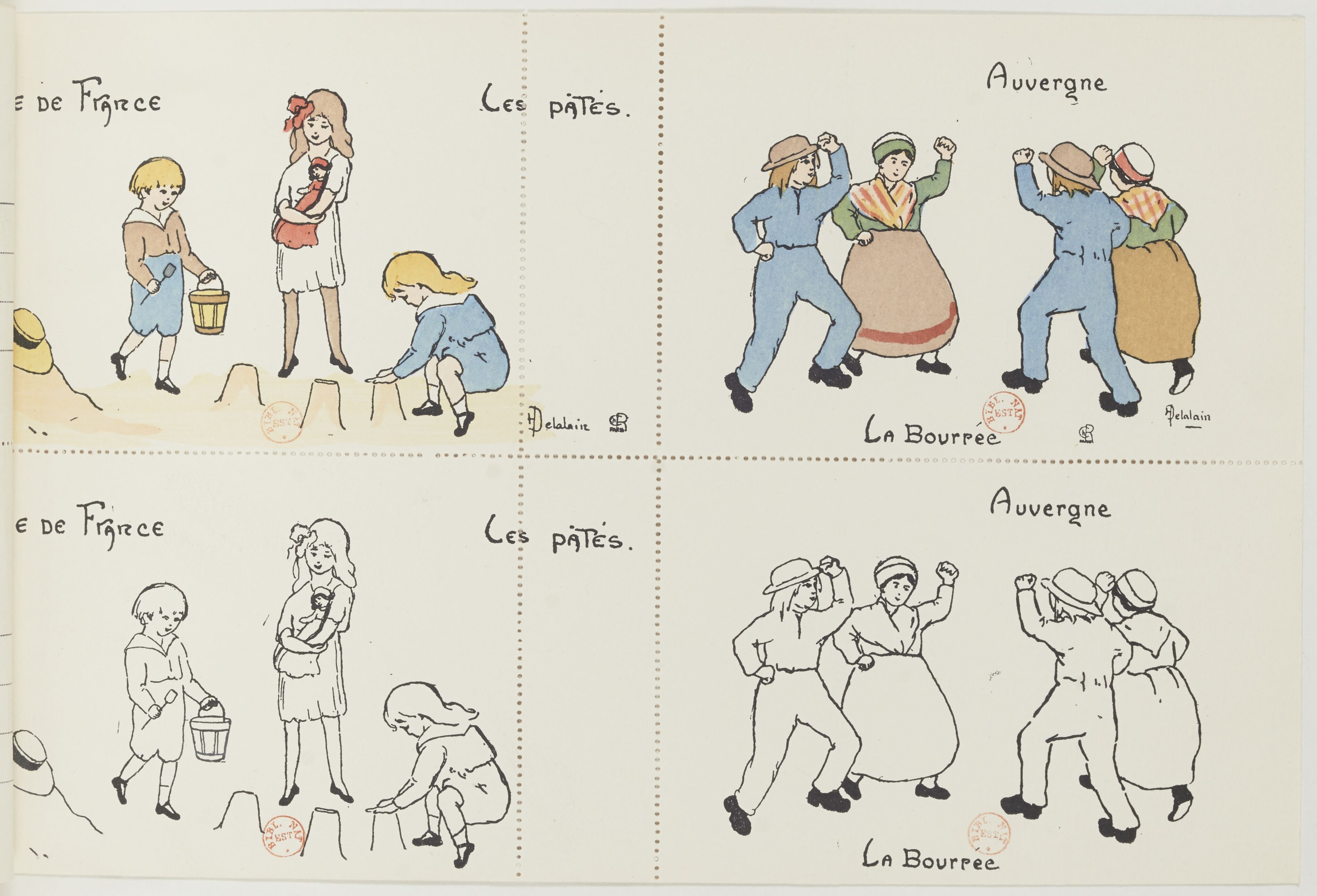
(11 sur 18)
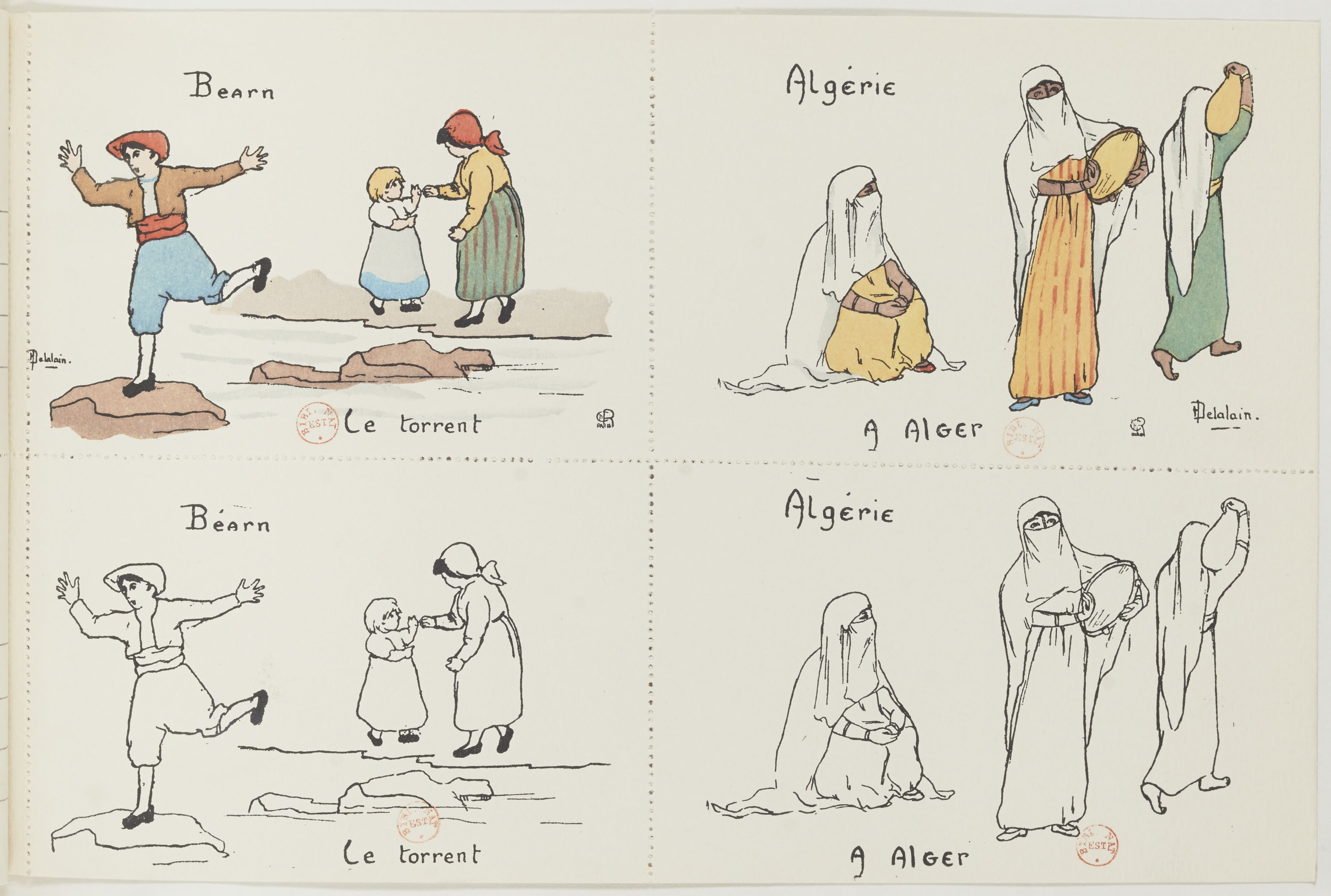
(13 sur 18)

Rosette et ses amies (1920)
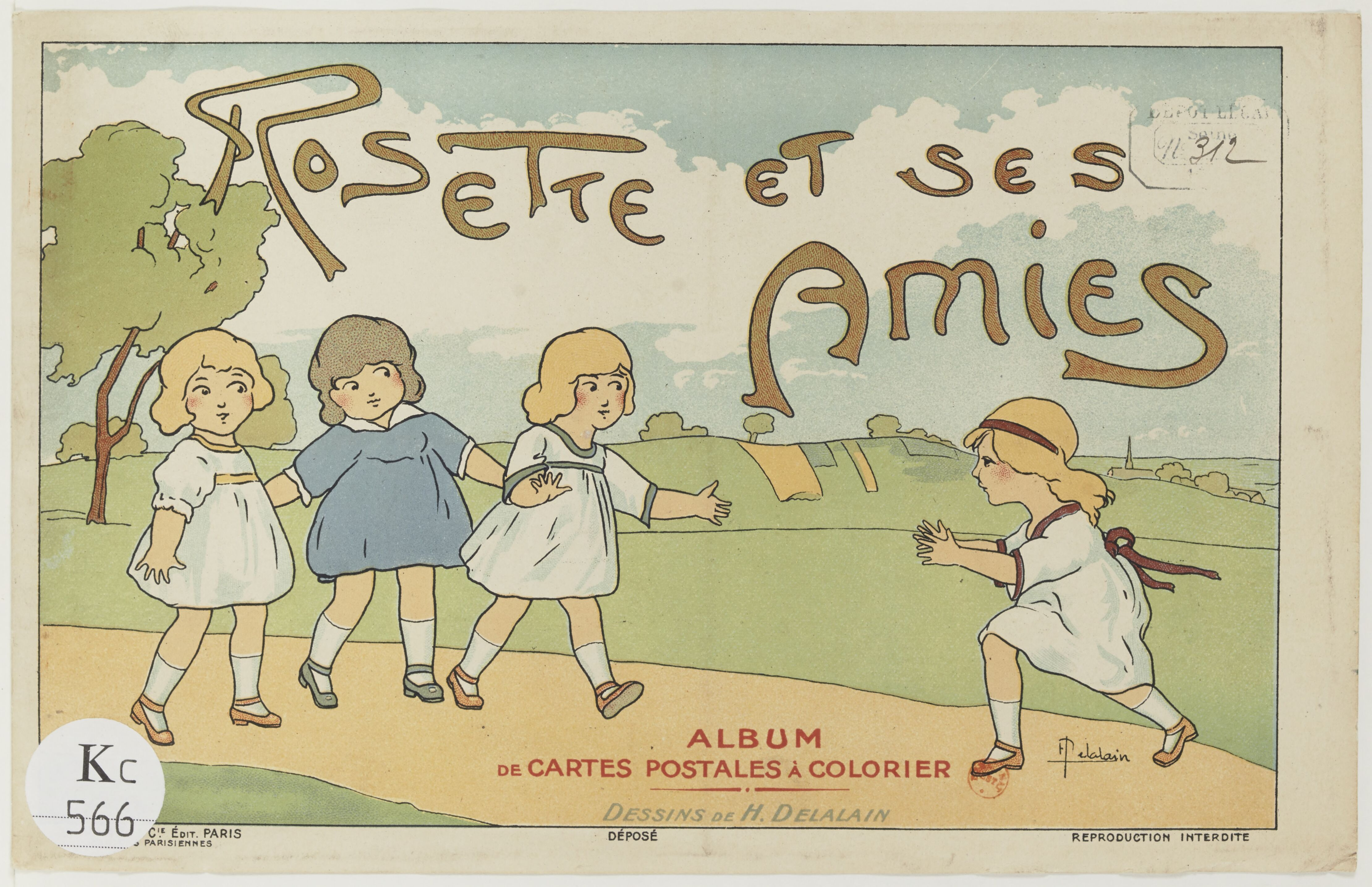
(1 sur 16)
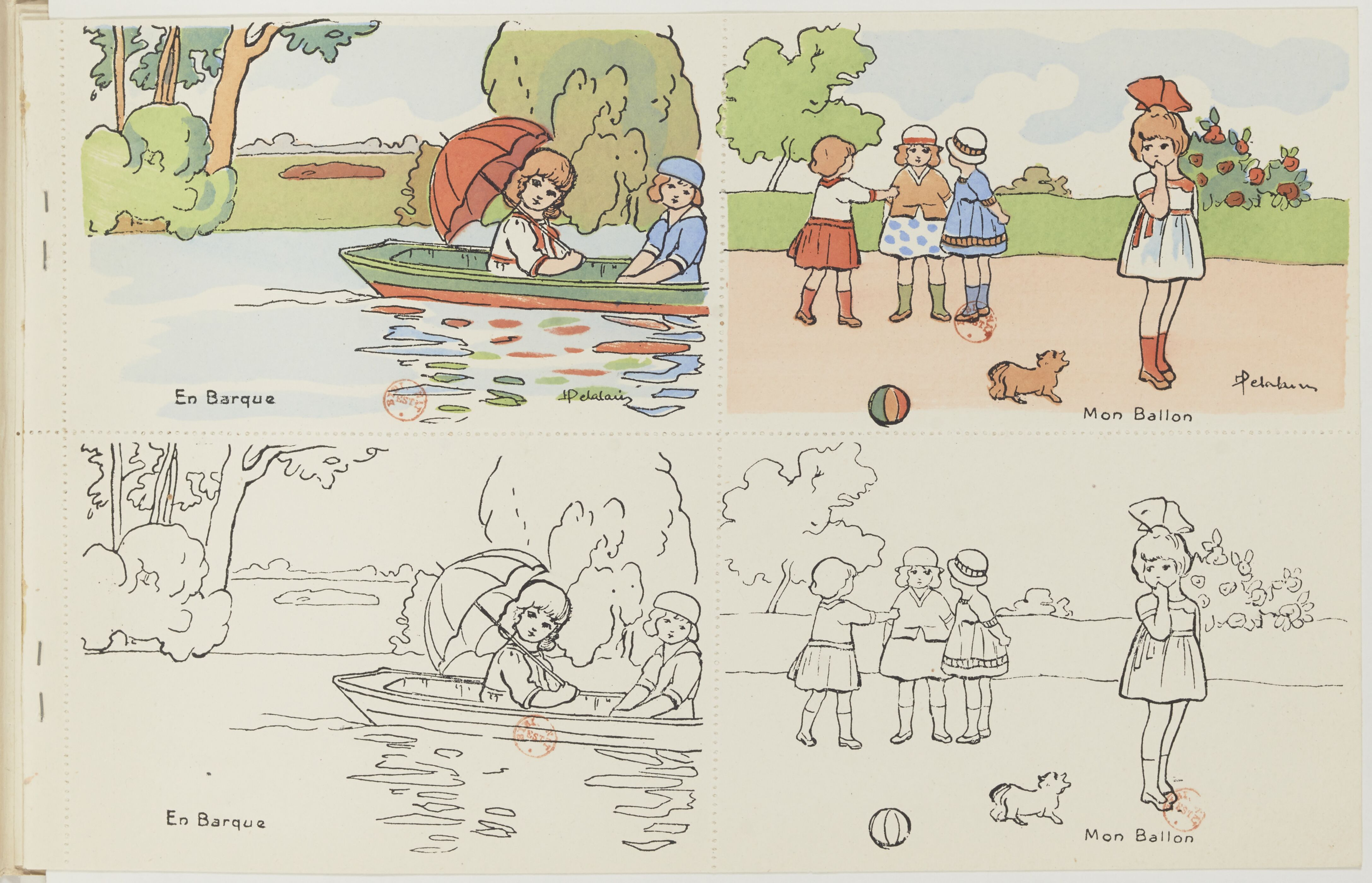
(3 sur 16)
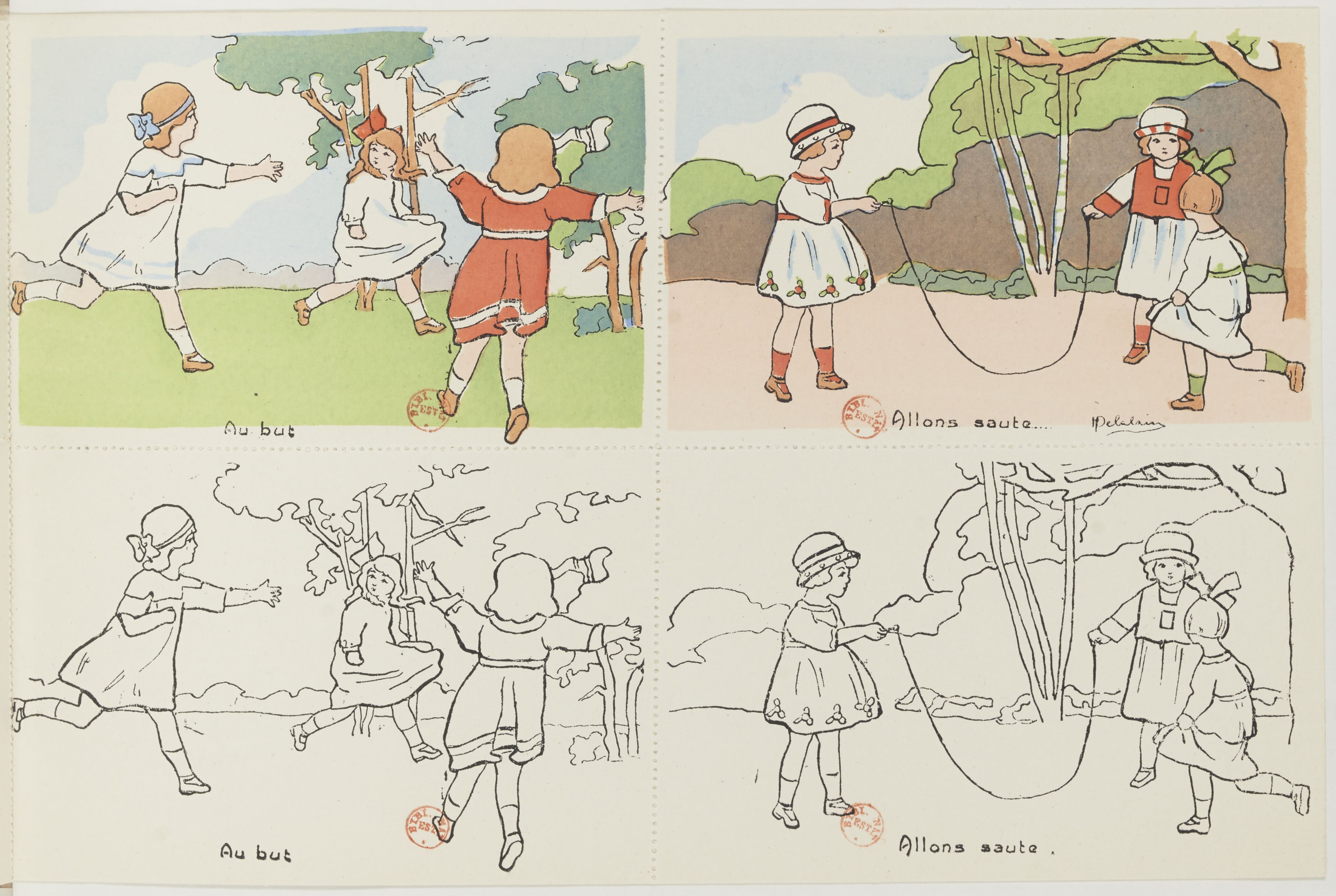
(5 sur 16)
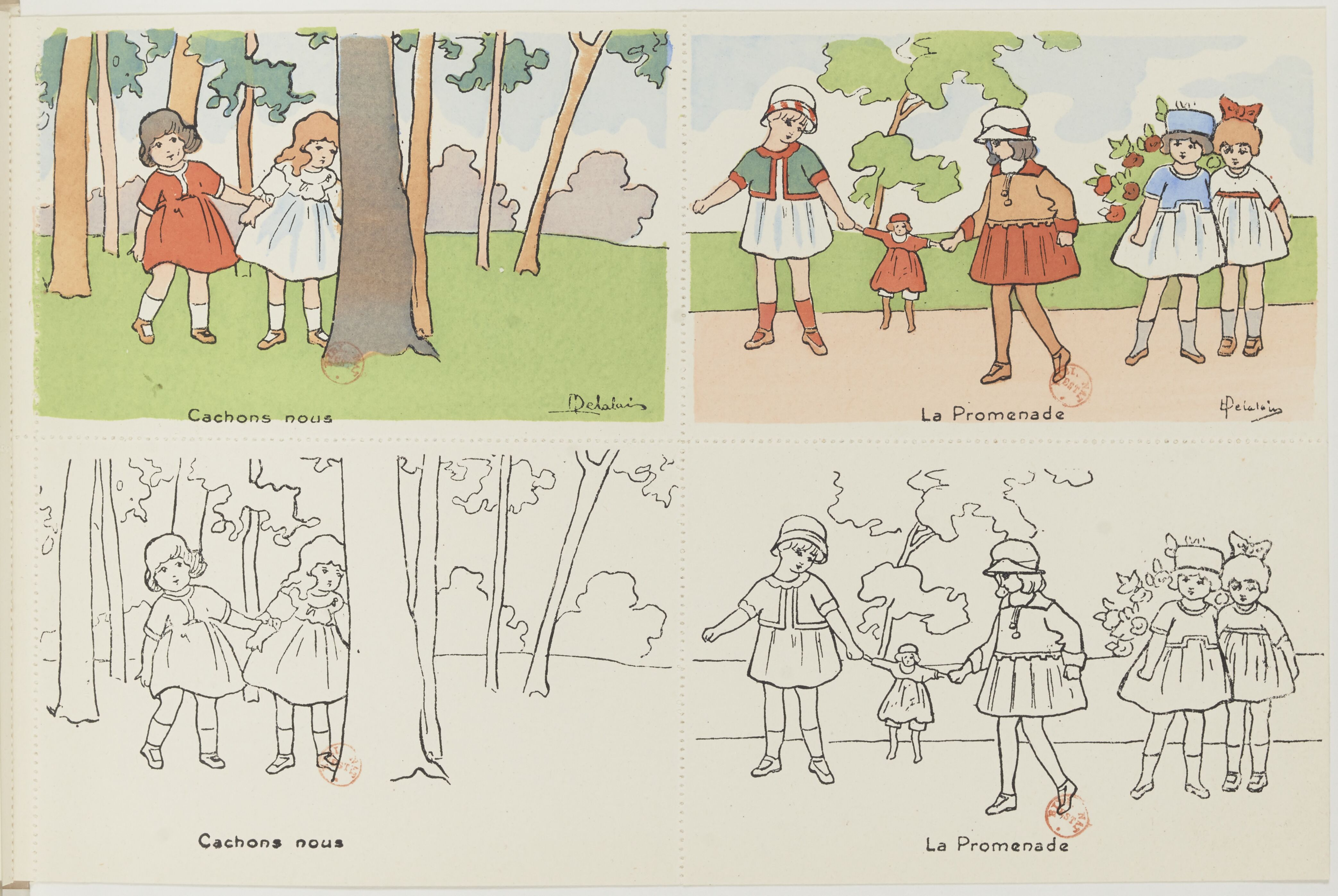
(7 sur 16)
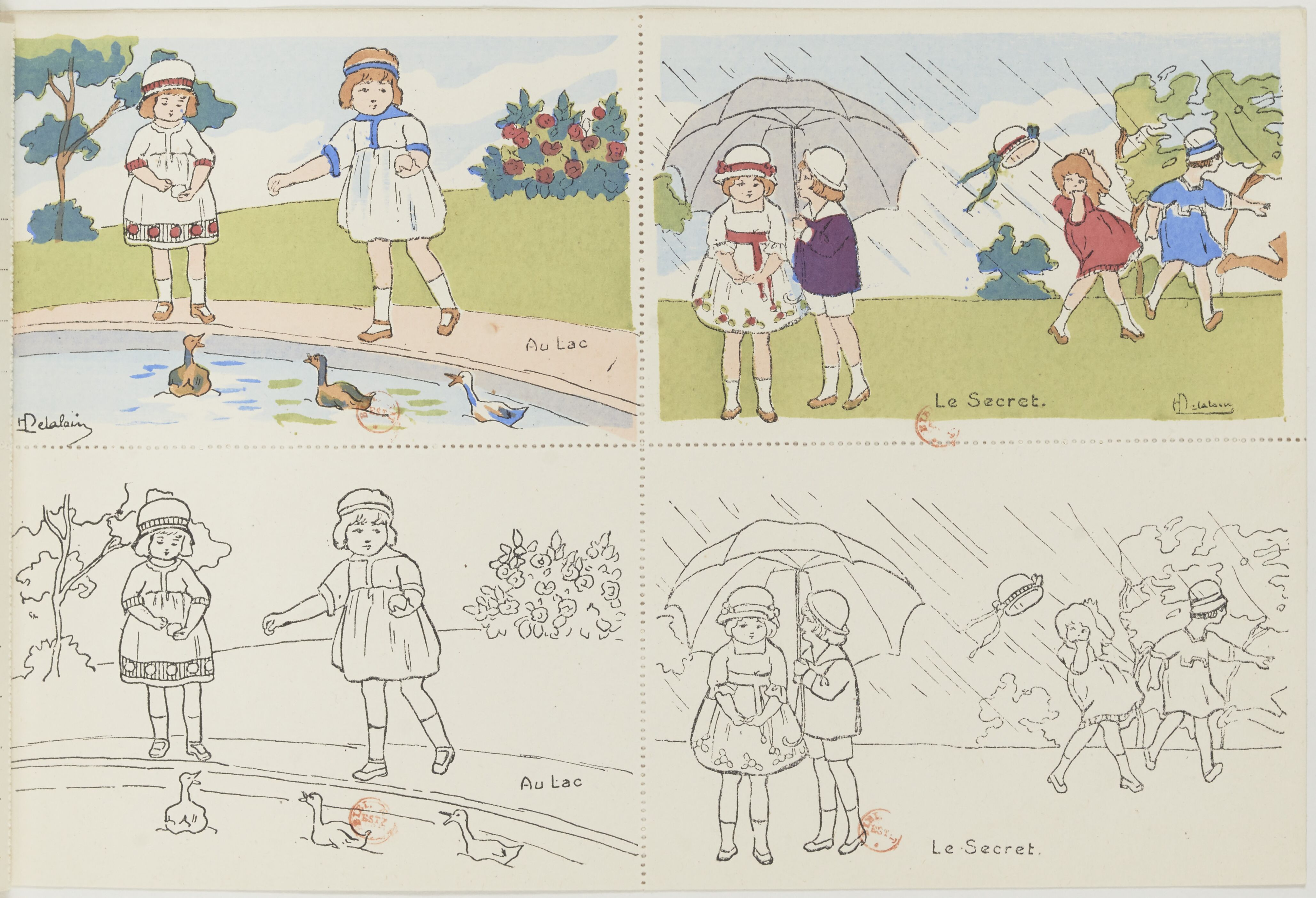
(9 sur 16)
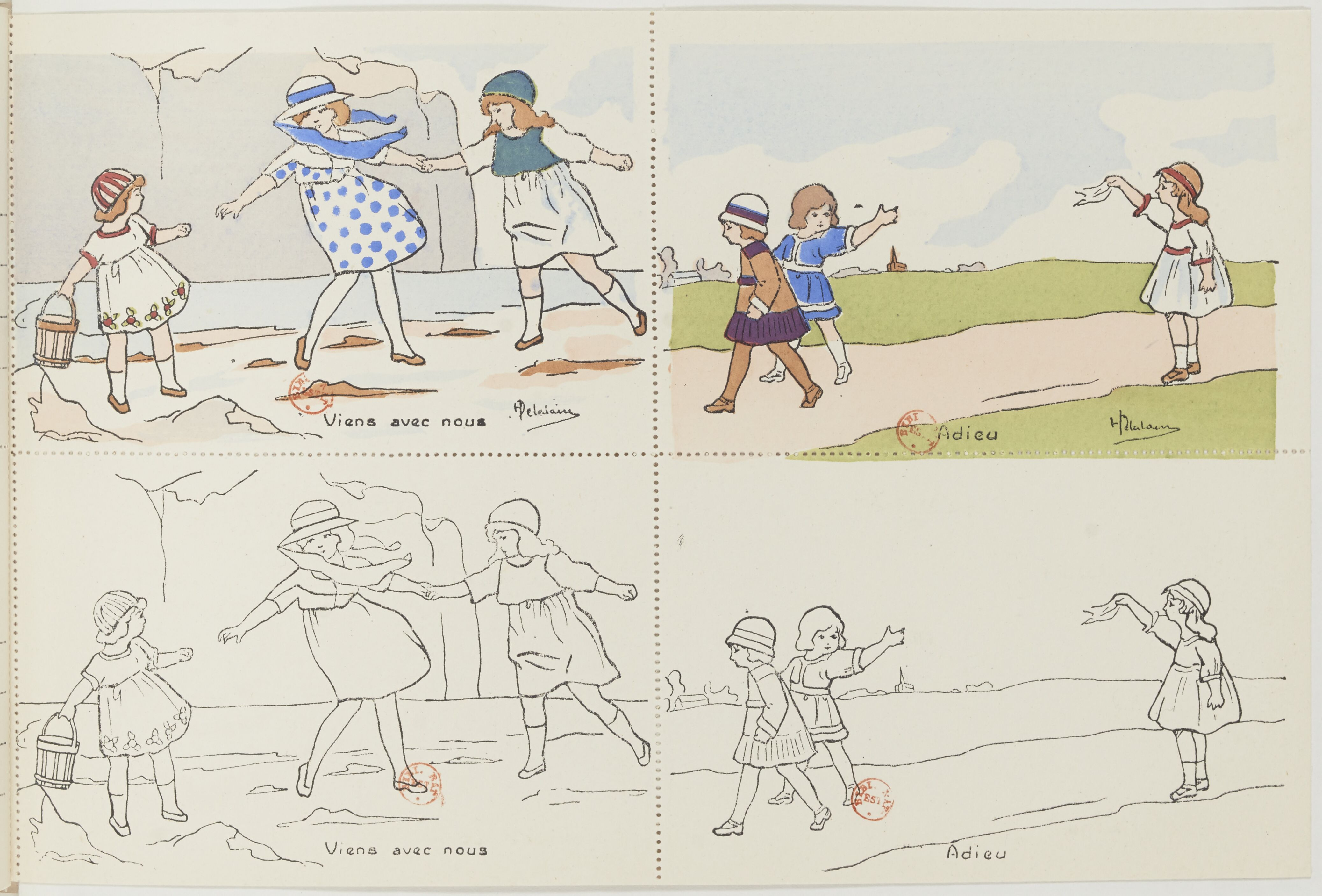
(11 sur 16)
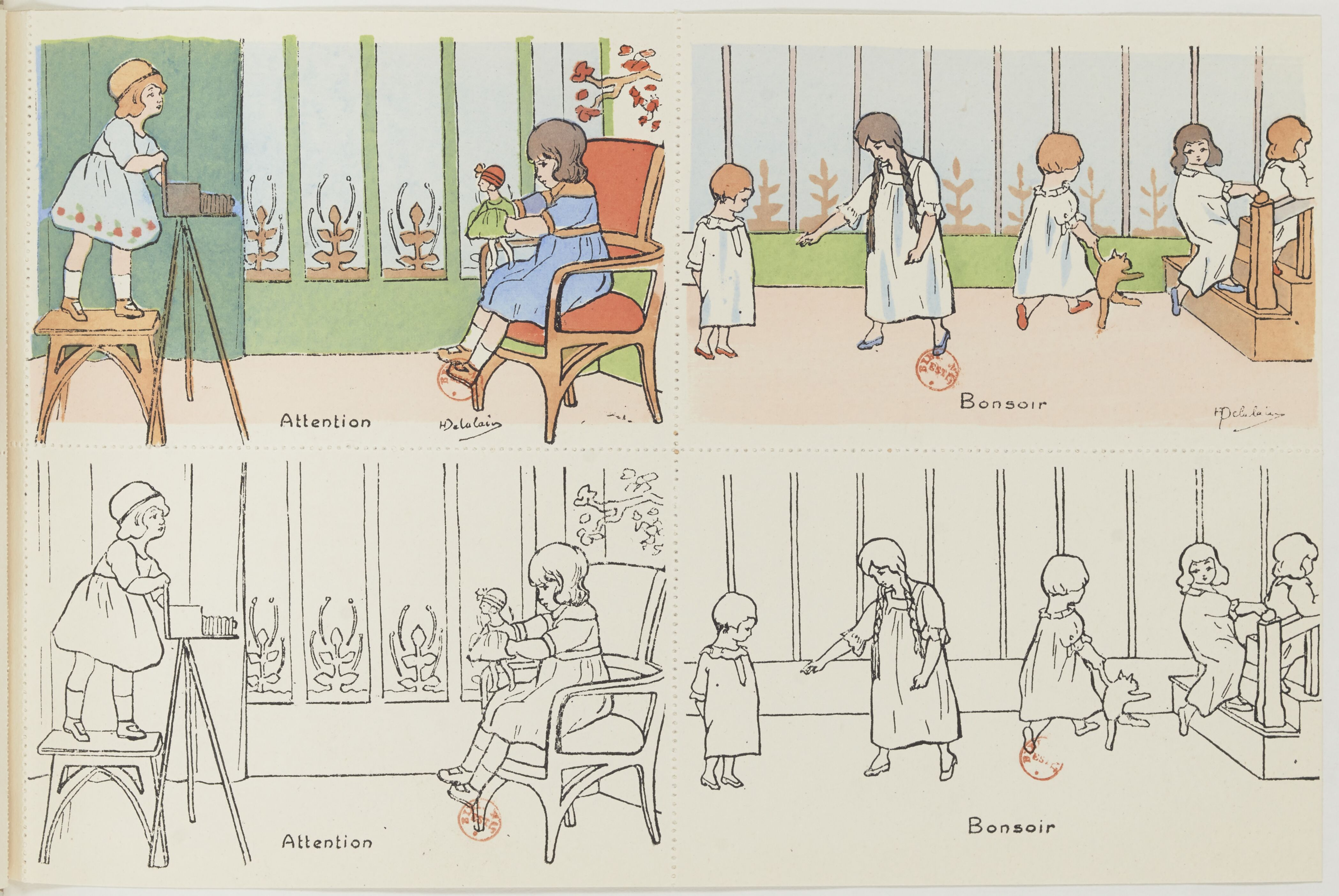
(13 sur 16)